# Lee Towers

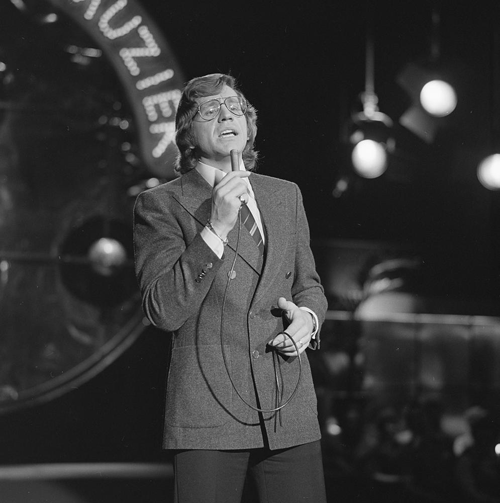
Lee Towers in het televisieprogramma Kwistig met muziek in 1977

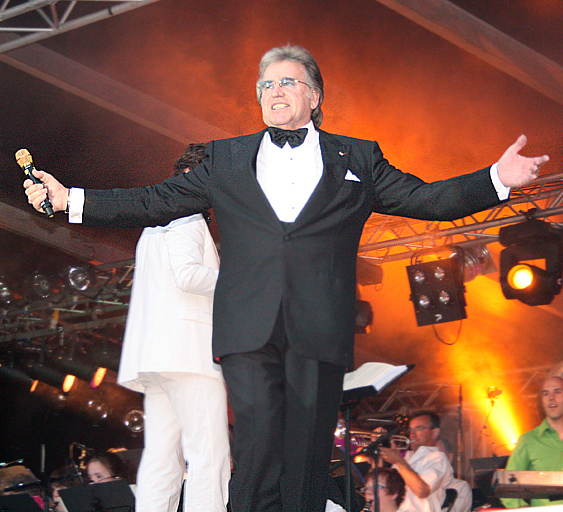
Lee Towers in concert

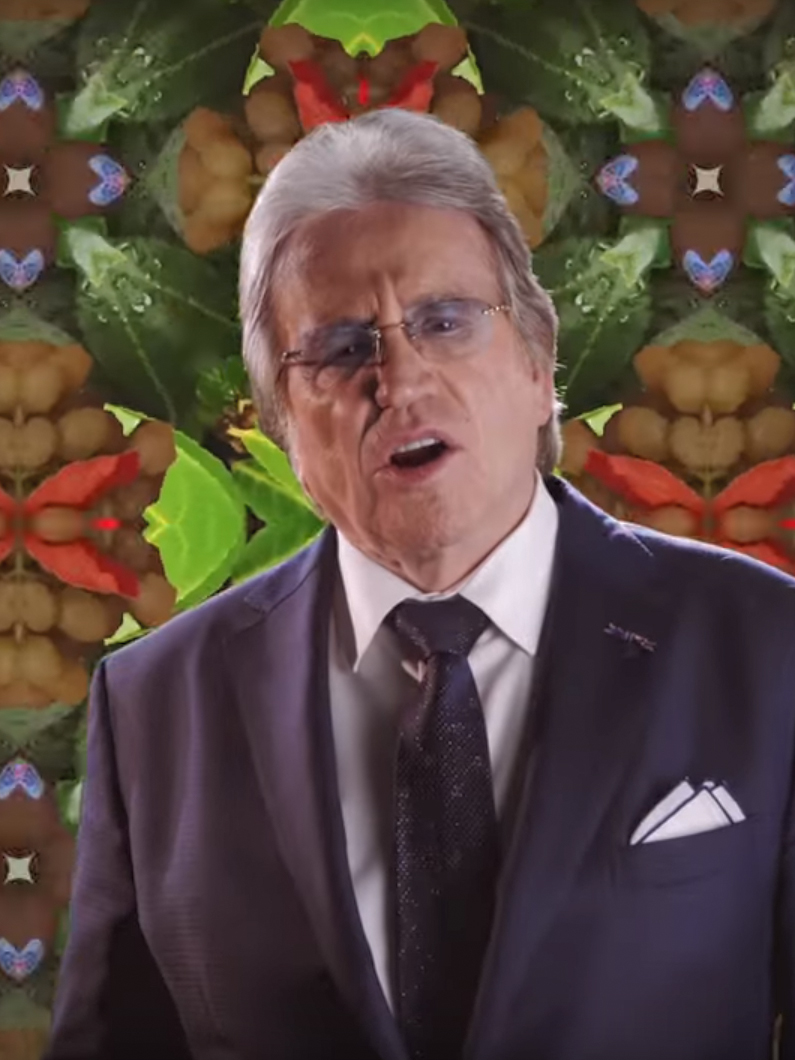
Lee Towers in 2017

Lee Towers, artiestennaam van Leendert (Leen) Huijzer (Bolnes, 23 maart 1946), is een Nederlandse zanger.

## Biografie
Lee Towers werd geboren in Bolnes, in een sterk geïndustrialiseerde, op scheepsbouw gerichte regio direct ten oosten van de Rotterdamse Van Brienenoordbrug in een eenvoudig, streng christelijk gezin. Na de Ambachtsschool werd hij machinebankwerker op de middelgrote scheepswerf Boele in Bolnes. Zijn debuut als zanger maakte hij begin jaren 60 in het bandje Jumping Dynamites, dat als zevende eindigde in een landelijke talentenjacht van Fender. Eind jaren 60 zong hij in het dansorkest Drifting Five en nam hij zijn eerste platen op in de stijl van Manuela van Jacques Herb. Zijn eerste single (Louisa, met op de achterkant Niemand) maakte hij onder de naam Leen Huijzer. Later, rond 1971, was er nog de Nederlandstalige single Nina Nina Nina, die hij uitbracht onder de naam Len Hauser. Producer Joop Veenendaal bracht hem onder bij platenmaatschappij Ariola, waarna de Rotterdamse muziekmaecenas Will Hordijk hem engageerde voor het project V.S.O.P. (Very Superior Old Pals), een plaat met Engelse en Duitse klassiekers die in 1975 uitkwam. In dat jaar kwam Lee Towers' doorbraak met de single It's raining in my heart, een nummer gecomponeerd door de zanger van The Outsiders, Wally Tax. Vervolgens werd hij door radio- en televisiepresentator Willem Duys in het radioprogramma Muziekmozaïek gepresenteerd als de zingende kraanmachinist uit Rotterdam. It's raining in my heart belandde in de hitlijsten. De volgende single, You'll never walk alone (uitgebracht als You never walk alone), werd in 1976 Lee Towers' eerste grote hit en behaalde de vijfde plaats in de Top 40. In datzelfde jaar verscheen de debuut-LP Lee Towers - It's raining in my heart, geproduceerd door de bekende radio-DJ Will Luikinga. Eind '76 verscheen ook de elpee A Christmas Song For You.
Eind jaren 70 was Lee Towers een bekende Nederlandse artiest die veelvuldig optrad, het liefst met een band of een orkest met een blazerssectie. Hij verscheen vaak op de Nederlandse televisie, zo deed hij mee in het AVRO-programma Sterrenslag. In 1978 verscheen, in samenwerking met componist/arrangeur Jerry van Rooyen, zijn album Still Loves You met de redelijk scorende single Frankie, waarvoor hij zelf de tekst schreef. Begin 1979 maakte hij een kleine tour (12 optredens) in Engeland en trad hij tijdens de wielerzesdaagse op in het Rotterdamse Ahoy. Verder was hij in 1979 succesvol met de elpee Definitelee (met de single Bless You) en won hij zijn eerste Edison. 
Wanneer het maar kon, reisde hij af naar de Verenigde Staten en dan het liefst Las Vegas, om de spectaculaire shows te zien van zijn grote voorbeelden Frank Sinatra, Paul Anka, Engelbert Humperdinck en Tom Jones. In 1980 gaf Lee Towers zijn eerste grote concert naar Amerikaans recept in De Doelen te Rotterdam, een unieke prestatie voor een Nederlandse act in die tijd. Een Nederlandse tournee, met showorkest, langs de grotere theaters volgde. In 1981 gaf hij een concert in een uitverkocht Carré en verscheen de elpee Absolutelee met de single Love Potion Number Nine, die een bescheiden hit werd.
In 1982 had Lee Towers hits met de singles New York en I Can See Clearly Now, beide van het album New York. 
In 1984 produceerde hij zijn eerste Gala Of The Year, een avondvullend concert in Ahoy en een (voor die tijd in Nederland) zeer ambitieuze grote productie met honderden medewerkers. Financieel was het eerste Gala een waagstuk, maar deze show van internationale kwaliteit werd een groot succes. In latere jaren volgden er nog vele concerten en shows in Ahoy, waarbij Anita Meyer regelmatig als gast optrad. 
In 2003 speelde Towers mee in de Nederlandse jeugdfilm Sinterklaas en het Gevaar in de Vallei van regisseur Martijn van Nellestijn.
Towers staat bekend als groot Feyenoordsupporter. Zijn liederen Mijn Feyenoord en You never walk alone worden veel gedraaid in De Kuip en zijn echte clubliederen geworden. Als Feyenoord een belangrijke prijs heeft gewonnen, zingt Lee Towers You never walk alone tijdens de huldiging op de Coolsingel. 
Bij de start van de Marathon van Rotterdam zingt Lee Towers voordat het startschot klinkt You never walk alone vanuit een hoogwerker om de deelnemers een hart onder de riem te steken. Dit deed hij in 2024 voor het laatst. In 2025 zal Francis van Broekhuizen dit van hem overnemen. Zij zal dan bij de start van de Marathon van Rotterdam vanuit de hoogwerker het lied zingen, zodat deze traditie dan toch kan worden voortgezet.
De stad Rotterdam heeft hem in 1990 de Erasmusspeld toegekend en in 2000 de Wolfert van Borselenpenning.
Op 27 januari 2013 ging tijdens het Filmfestival van Rotterdam de documentaire Lee Towers: The Voice Of Rotterdam in première. Filmmaker Hans Heijnen heeft Towers voor dit project een jaar lang met de camera gevolgd.
Lee Towers is samen met Glennis Grace de enige die bij drie verschillende Toppers in Concert-edities (2007, 2014 en 2016) heeft opgetreden. Eind 2016 brachten De Toppers een kerstsingle uit: Een heel gelukkig kerstfeest. In de bijbehorende videoclip speelt Lee een figurantenrol.
In 2017 ontving hij de Edison Oeuvreprijs voor zijn enorme oeuvre en buitengewone verdiensten voor de Nederlandse muziek.
In 2018 nam hij deel aan het televisieprogramma Beste Zangers.
Op 13 november 2019 opende Lee Towers, met het doorknippen van een lint, de naar hem genoemde woontorens in Rotterdam.
In december 2021 bracht Lee Towers samen met Anita Meyer in het satirisch televisieprogramma Even tot hier, geïnspireerd door de Coronacrisis, een variant op hun hit Run to me onder de titel Pandemie, wanneer is het over?
In december 2022 heeft Lee Towers Tijdens het 'Muziekfeest van het jaar' de Troskompas Oeuvre Award ontvangen uit handen van Anita Meyer.
Op 27 april 2023 trad Lee Towers op tijdens het bezoek van koning Willem-Alexander aan Rotterdam, samen met Ronnie Flex en Davina Michelle.

## Discografie

### Albums
| Album met eventuele hitnotering(en) in de Nederlandse Album Top 100 | Datum van verschijnen | Datum van binnenkomst | Hoogste positie | Aantal weken | Opmerkingen                     |
| ------------------------------------------------------------------- | --------------------- | --------------------- | --------------- | ------------ | ------------------------------- |
| It's raining in my heart                                            | 1976                  | 12-06-1976            | 3               | 18           |                                 |
| A Christmas song for you                                            | 1976                  | 01-01-1977            | 37              | 3            |                                 |
| Special request                                                     | 1977                  | 21-05-1977            | 16              | 10           |                                 |
| Still loves you                                                     | 1978                  | 08-07-1978            | 27              | 9            |                                 |
| Definitelee                                                         | 1979                  | 26-05-1979            | 27              | 12           |                                 |
| Simply the best                                                     | 1980                  | 15-11-1980            | 11              | 15           | Verzamelalbum                   |
| Absolutelee                                                         | 1981                  | 24-10-1981            | 11              | 17           |                                 |
| New York                                                            | 1982                  | 11-09-1982            | 6               | 23           |                                 |
| In concert                                                          | 1983                  | 14-05-1983            | 16              | 17           | Livealbum                       |
| I believe in music                                                  | 1983                  | 17-09-1983            | 14              | 14           |                                 |
| Gala of the year                                                    | 1984                  | 01-12-1984            | 8               | 15           | Livealbum                       |
| You and me                                                          | 1985                  | 14-09-1985            | 21              | 10           |                                 |
| The merry Christmas                                                 | 1985                  | 21-12-1985            | 31              | 4            |                                 |
| Run to me                                                           | 1986                  | 15-03-1986            | 5               | 22           | met Anita Meyer                 |
| Say hello                                                           | 1986                  | 06-12-1986            | 42              | 9            |                                 |
| Live at Ahoy                                                        | 1987                  | 06-06-1987            | 35              | 7            | Livealbum                       |
| The story of Lee Towers                                             | 1987                  | 24-10-1987            | 58              | 5            | Verzamelalbum                   |
| In harmony                                                          | 1988                  | 15-10-1988            | 35              | 17           |                                 |
| Listen to my heart                                                  | 1990                  | 28-04-1990            | 30              | 7            |                                 |
| The Hollywood album                                                 | 1991                  | 09-11-1991            | 61              | 4            |                                 |
| Jubilee                                                             | 1995                  | 11-11-1995            | 76              | 9            |                                 |
| Country roads                                                       | 1999                  | 25-09-1999            | 5               | 25           | m.m.v. "South Mountain"         |
| Het mooiste & het beste                                             | 2000                  | 19-02-2000            | 97              | 1            | Verzamelalbum                   |
| Members only                                                        | 2000                  | 28-10-2000            | 31              | 10           |                                 |
| The jubilee collection                                              | 2011                  | 05-11-2011            | 21              | 1            | Verzamelalbum                   |
| Top 100                                                             | 16-12-2011            | 24-12-2011            | 92              | 1            | met Anita Meyer / Verzamelalbum |
| Memories                                                            | 2012                  | -                     | -               | -            |                                 |
| Sweet memories                                                      | 2013                  | 20-04-2013            | 8               | 2            |                                 |

| Album met hitnotering(en) in de Vlaamse Ultratop 200 albums | Datum van verschijnen | Datum van binnenkomst | Hoogste positie | Aantal weken | Opmerkingen |
| ----------------------------------------------------------- | --------------------- | --------------------- | --------------- | ------------ | ----------- |
| Memories                                                    | 2012                  | 01-12-2012            | 38              | 18           |             |
| Best of Lee Towers [2013]                                   | 2013                  | 30-03-2013            | 25              | 16           |             |

### Singles
| Single met eventuele hitnotering(en) in de Nederlandse Top 40 | Datum van verschijnen | Datum van binnenkomst | Hoogste positie | Aantal weken | Opmerkingen                                                                                                 |
| ------------------------------------------------------------- | --------------------- | --------------------- | --------------- | ------------ | --- |
| It's raining in my heart                                      | 1976                  | 10-01-1976            | 24              | 7            | Nr. 14 in de Single Top 100                                                                                 |
| You'll never walk alone                                       | 1976                  | 26-06-1976            | 5               | 7            | Nr. 4 in de Single Top 100 / Alarmschijf                                                                    |
| Everyday                                                      | 1976                  | 09-10-1976            | tip20           | -            | |
| Frankie                                                       | 1978                  | 24-06-1978            | 18              | 5            | Nr. 23 in de Single Top 100                                                                                 |
| Song of joy                                                   | 1979                  | -                     |                 |              | Nr. 41 in de Single Top 100                                                                                 |
| Bless you                                                     | 1979                  | 26-05-1979            | 30              | 5            | Nr. 22 in de Single Top 100                                                                                 |
| Happy birthday baby                                           | <24-12-1979           | 17-05-1980            | 30              | 5            | Nr. 38 in de Single Top 100                                                                                 |
| Love potion number nine                                       | 1981                  | 31-10-1981            | 23              | 6            | Nr. 30 in de Single Top 100                                                                                 |
| I can see clearly now                                         | 1982                  | 09-10-1982            | 10              | 7            | Nr. 19 in de Single Top 100                                                                                 |
| Love is all                                                   | 1982                  | 11-12-1982            | tip7            | -            | Nr. 43 in de Single Top 100                                                                                 |
| I believe in music                                            | 1983                  | 24-09-1983            | tip6            | -            | Nr. 49 in de Single Top 100                                                                                 |
| If you know what I mean                                       | 1984                  | 07-01-1984            | tip14           | -            | |
| Let's get the world singing again                             | 1984                  | 06-10-1984            | tip17           | -            | |
| Run to me                                                     | 1986                  | 11-01-1986            | 9               | 8            | met Anita Meyer / Nr. 3 in de Single Top 100                                                                |
| We've got tonight                                             | 1986                  | 19-04-1986            | 31              | 3            | met Anita Meyer / Nr. 35 in de Single Top 100                                                               |
| Golden lady                                                   | 1986                  | 22-11-1986            | tip17           | -            | |
| Highway to freedom                                            | 1988                  | 17-09-1988            | tip13           | -            | Nr. 79 in de Single Top 100                                                                                 |
| Lady                                                          | 1990                  | 21-04-1990            | tip11           | -            | Nr. 58 in de Single Top 100                                                                                 |
| Ik wou dat ik voor één keertje in m'n leven                   | 1992                  | 07-03-1992            | 22              | 6            | met Bart de Graaff / Nr. 22 in de Single Top 100                                                            |
| The drinking song                                             | 1995                  | 02-12-1995            | tip13           | -            | |
| I can see clearly now - Walking on sunshine                   | 1997                  | 28-06-1997            | 28              | 3            | met Exposure / Nr. 44 in de Single Top 100                                                                  |
| Mijn Feyenoord                                                | 1998                  | 26-12-1998            | tip2            | -            | Nr. 40 in de Single Top 100                                                                                 |
| Feyenoord voor altijd                                         | 2008                  | -                     |                 |              | Nr. 22 in de Single Top 100                                                                                 |
| Wereldwijd orkest                                             | 2011                  | 03-12-2011            | 12              | 4            | Als onderdeel van Diverse artiesten / met Het Metropole Orkest & Vince Mendoza / Nr. 1 in de Single Top 100 |
| Ga door                                                       | 2012                  | -                     |                 |              | met Johnny Gold / Nr. 67 in de Single Top 100                                                               |
| Koningslied                                                   | 19-04-2013            | 27-04-2013            | 2               | 4            | als onderdeel van Nationaal Comité Inhuldiging / Nr. 1 in de Single Top 100                                 |
| Kerstmis vier je samen                                        | 2014                  | 13-12-2014            | tip25           | -            | als onderdeel van Eenmaal Voor Allen / Nr. 68 in de Single Top 100                                          |

| Single met hitnotering(en) in de Vlaamse Ultratop 50 | Datum van verschijnen | Datum van binnenkomst | Hoogste positie | Aantal weken | Opmerkingen                                    |
| ---------------------------------------------------- | --------------------- | --------------------- | --------------- | ------------ | ---------------------------------------------- |
| It's raining in my heart                             | 1976                  | 07-02-1976            | 21              | 4            | Nr. 21 in de Radio 2 Top 30                    |
| You never walk alone                                 | 1976                  | 10-07-1976            | 10              | 6            | Nr. 10 in de Radio 2 Top 30                    |
| Frankie                                              | 1978                  | 05-08-1978            | 23              | 2            | Nr. 16 in de Radio 2 Top 30                    |
| Bless you                                            | 1979                  | 16-06-1979            | 18              | 6            | Nr. 13 in de Radio 2 Top 30                    |
| Love potion number nine                              | 1981                  | 21-11-1981            | 27              | 4            | Nr. 17 in de Radio 2 Top 30                    |
| I can see clearly now                                | 1982                  | 30-10-1982            | 10              | 5            | Nr. 6 in de Radio 2 Top 30                     |
| Love is all                                          | 1982                  | 25-12-1982            | 35              | 1            | Nr. 29 in de Radio 2 Top 30                    |
| Run to me                                            | 1986                  | 18-01-1986            | 24              | 6            | met Anita Meyer / Nr. 21 in de Radio 2 Top 30  |
| Koningslied                                          | 2013                  | 11-05-2013            | 41              | 1            | als onderdeel van Nationaal Comité Inhuldiging |

### Dvd's
| Dvd's met hitnoteringen in de Nederlandse Music Top 30 | Datum van verschijnen | Datum van binnenkomst | Hoogste positie | Aantal weken | Opmerkingen |
| ------------------------------------------------------ | --------------------- | --------------------- | --------------- | ------------ | ----------- |
| Live in concert                                        | 2011                  | 13-08-2011            | 7               | 7            |             |
| One Night Only - Live in Ahoy                          | 2011                  | 24-12-2011            | 8               | 10           |             |

### NPO Radio 2 Top 2000
| Nummer met noteringen in de NPO Radio 2 Top 2000 | '00  | '01  | '02  | '03  | '04  | '05  | '06  | '07 | '08  | '09  | '10  | '11  | '12  | '13  | '14  | '15  | '16  | '17  | '18  | '19  | '20  | '21  | '22  | '23  | '24  |
| ------------------------------------------------ | ---- | ---- | ---- | ---- | ---- | ---- | ---- | --- | ---- | ---- | ---- | ---- | ---- | ---- | ---- | ---- | ---- | ---- | ---- | ---- | ---- | ---- | ---- | ---- | ---- |
| You'll Never Walk Alone                          | 1019 | 1497 | 1055 | 1217 | 1206 | 1497 | 1415 | 988 | 1217 | 1610 | 1549 | 1332 | 1337 | 1323 | 1180 | 1132 | 1279 | 1206 | 1280 | 1168 | 1188 | 1338 | 1493 | 1139 | 1326 |

1. ↑  Een vetgedrukt getal geeft de hoogste notering aan.
2. ↑  2000 was het eerste jaar met een notering voor dit nummer.

### Radio 5Evergreen Top 1000
| "You'll never walk alone" | "You'll never walk alone" | "You'll never walk alone" | "You'll never walk alone" | "You'll never walk alone" | "You'll never walk alone" | "You'll never walk alone" | "You'll never walk alone" | "You'll never walk alone" | "You'll never walk alone" | "You'll never walk alone" | "You'll never walk alone" | "You'll never walk alone" | "You'll never walk alone" | "You'll never walk alone" | "You'll never walk alone" | "You'll never walk alone" |
| Jaar                      | 2008                      | 2009                      | 2010                      | 2011                      | 2012                      | 2013                      | 2014                      | 2015                      | 2016                      | 2017                      | 2018                      | 2019                      | 2020                      | 2021                      | 2022                      | 2023                      |
| ------------------------- | ------------------------- | ------------------------- | ------------------------- | ------------------------- | ------------------------- | ------------------------- | ------------------------- | ------------------------- | ------------------------- | ------------------------- | ------------------------- | ------------------------- | ------------------------- | ------------------------- | ------------------------- | ------------------------- |
| Positie                   | 178                       | 284                       | 388                       | 381                       | 344                       | 552                       | 154                       | 534                       | 584                       | 692                       | -                         | 571                       | 573                       | 638                       | -                         | 655                       |

## Trivia
- Lee Towers staat erom bekend op te treden met een gouden microfoon.
- In oktober 2019 werd hij geschilderd in het televisieprogramma Sterren op het Doek.
- In september 2024 had hij een cameo in de bioscoopfilm De Break-Up Club.